# 18637 Liverdun
18637 Liverdun este un asteroid din centura principală de asteroizi.

## Descriere
18637 Liverdun este un asteroid din centura principală de asteroizi. A fost descoperit pe 2 martie 1998 la Caussols, în cadrul proiectului ODAS. Asteroidul prezintă o orbită caracterizată de o semiaxă mare de 2,69 ua, o excentricitate de 0,19 și o înclinație de 12,0° în raport cu ecliptica.